# Kim Gi-jung
Kim Gi-jung – południowokoreański zapaśnik w stylu klasycznym. Zdobył złoty medal na igrzyskach azjatyckich w 1986 i czwarty w 1990. Czwarty w Pucharze Świata w 1982 roku. Zajął dwunaste miejsce w mistrzostwach świata w 1982 roku.